# Alloclita recisella
Alloclita recisella ist ein Schmetterling (Nachtfalter) aus der Familie der Prachtfalter (Cosmopterigidae).

## Merkmale
Die Falter erreichen eine Flügelspannweite von 9 bis 15 Millimeter. Der Kopf schimmert ockerfarben weiß. Die Fühler sind dunkelbraun und grauweiß geringelt. Der Thorax ist ockerfarben weiß und stark grau gesprenkelt. Die Tegulae sind ockerfarben weiß, der hintere Teil ist nicht gesprenkelt. Die Vorderflügel sind ockerfarben weiß mit graubrauner Durchmischung. Das erste Sechstel ist graubraun und hat einen schräg nach innen verlaufenden dunkelgrauen äußeren Rand. In der Mitte der Costalader befindet sich eine breite graubraune Binde, die zum Flügelinnenrand hin schmaler wird und unterbrochen sein kann. Innen ist sie von einem mehr oder weniger deutlichen dunkelgrauen Band begrenzt, das in der Flügelmitte zum Apex abbiegt. Der Apikalbereich ist graubraun und von der Mittelbinde durch ein schmales gelblich weißes Band getrennt. Die Fransenschuppen sind ockerfarben grau. Die Hinterflügel glänzen grau und sind grob beschuppt. Das Abdomen ist dunkelbraun, die Segmente sind hinten graubraun gebändert. Das Afterbüschel ist graubraun. Die Zeichnung auf den Vorderflügeln ist sehr variabel. Die Bandbreite reicht dabei von einer sehr hellen Grundfärbung mit deutlichen Binden bis zu fast vollständig graubraunen Flügeln mit nur durch eine dunkelbraune Umrandung angedeuteten Binden.
Bei den Männchen ist das linke Brachium etwas länger als das Tegumen, geweitet und an der Spitze gebogen. Das rechte Brachium hat dorsal vor der Mitte eine Ausbuchtung, der Apex ist abgeflacht. Das Tegumen ist quadratisch, die Valven sind spatelförmig. Die Valvellae sind schlank und gekrümmt.
Bei den Weibchen sind die Apophysen ungefähr gleich lang. Das Sterigma ist nur schwach sklerotisiert und hat die Form einer ovalen Platte. Das Ostium hat ein halbkreisförmiges Band und ist lateral stark sklerotisiert. Der Ductus bursae ist nur halb so lang wie das Corpus bursae. Das Corpus bursae hat zwei sichelförmige und dornige Signa.

## Verbreitung
Alloclita recisella ist im Mittelmeerraum von Portugal und Spanien bis Zypern und Israel heimisch.

## Biologie
Die Biologie der Art ist nicht bekannt. Falter wurden im Mai und von Juli bis September gesammelt.

## Systematik
Aus der Literatur sind folgende Synonyme bekannt:
- Alloclita albocinctella (Chrétien, 1915)
- Alloclita gelechiformis (Turati, 1930)
- Alloclita inconspicuella (Turati, 1929)
- Alloclita orthoclina Meyrick, 1922
- Borkhausenia albocinctella Chrétien, 1915
- Mompha gelechiformis Turati, 1930
- Tinea inconspicuella Turati, 1929